# Egilberto Martire
Egilberto Martire (Roma, 12 febbraio 1887 – Roma, 4 ottobre 1952) è stato un giornalista e politico italiano.

## Biografia
Laureato in giurisprudenza, fu avvocato e giornalista, da sempre vicino al mondo cattolico e iscritto neanche quindicenne alla Democrazia Cristiana. Dal modernismo originario della sua azione si discostò già nel 1906, secondo la linea delle gerarchie cattoliche, entrando nella redazione del Corriere d'Italia e difendendo i temi della morale cattolica, della famiglia, dell'educazione religiosa, della libertà della scuola.
Sostenne l'intervento italiano nella prima guerra mondiale, senza partire per il fronte perché riformato. Nel dopoguerra aderì al PPI di Sturzo, dove fu vicino alla corrente di destra, su posizioni nazionaliste e conservatrici.
Dal 1919 fu deputato del Regno per cinque legislature consecutive. Dopo la marcia su Roma sostenne l'accordo del partito con il Governo Mussolini, fino a chiedere l'espulsione dal PPI della corrente di sinistra in adesione alle condizioni fasciste per tale intesa ma, per ragioni d'opportunità, rifiutò la firma del manifesto di consenso pieno al governo, che avrebbe comportato l'esautorazione dello stesso Sturzo.
In contrasto con il partito, dal quale fu infatti espulso, non votò il passaggio in aula della Legge Acerbo. Per il suo terzo mandato parlamentare fu quindi eletto nel Listone come esponente dell'Unione Nazionale, per poi aderire al Centro Nazionale Italiano fondato a Bologna.
Il regime lo pose agli arresti nel 1939 quando, neodirettore dell'Illustrazione Romana, fu udito da Starace nei corridoi di Montecitorio mentre spargeva la fama di iettatore su Galeazzo Ciano, presumibilmente per avversità al neopaganesimo nazista; dalla detenzione Martire passo prestò al confino di polizia, dal quale fu riscattato solo nel 1942 per intervento della Santa Sede.
Nel secondo dopoguerra si schierò a difesa della monarchia nel Referendum istituzionale e in opposizione al comunismo, pur restando in dissenso con il nuovo corso degasperiano della rinata DC.